# Temporada da Stock Car Brasil de 1983
O Campeonato Stock Car de 1983 foi a 5ª edição promovida pela Confederação Brasileira de Automobilismo (CBA) da principal categoria do automobilismo brasileiro.
O vencedor foi o piloto Paulo Gomes.
Contexto histórico
Foi criada em 1977 para ser uma alternativa à extinta Divisão 1 (D1), que corria com as marcas Chevrolet (Opala) e Ford (Maverick). Isso ocorreu pelo desinteresse do público e dos patrocinadores por se tornar uma categoria monomarca, dada a superioridade dos modelos Chevrolet. Para que isso não ocorresse, a General Motors criou uma nova categoria, que unia desempenho e sofisticação. O nome foi um golpe de mestre, pois além de emular o nome da famosa categoria americana, a NASCAR, desviava a atenção da marca única.
A primeira prova ocorreu em 22 de abril de 1979, no Autódromo de Tarumã, no Rio Grande do Sul. A criação da categoria foi a melhor resposta a um antigo anseio de uma comunidade apaixonada por carros de corrida, ou seja, uma categoria de Turismo que unisse desempenho e sofisticação.
Regulamento
O regulamento foi criado para limitar os custos, procurando equilíbrio, sem comprometer as performances dignas das competições internacionais.

## Equipes e pilotos
| Equipe                         | Construtor | Carro                        | Pneu | N.° | Nome do piloto        | Rodada |
| ------------------------------ | ---------- | ---------------------------- | ---- | --- | --------------------- | ------ |
| Equipe Coca-Cola Brasil/Polwax | Chevrolet  | Opala 250-S 4.1L 171cv Coupé | C    | 22  | Paulo Gomes           | Todas  |
| Equipe Coca-Cola Brasil/Polwax | Chevrolet  | Opala 250-S 4.1L 171cv Coupé | C    | 49  | Fabiano Brito         |        |
| Equipe Johnson                 | Chevrolet  | Opala 250-S 4.1L 171cv       | P    | 17  | Ingo Hoffmann         | Todas  |
| Equipe Johnson                 | Chevrolet  | Opala 250-S 4.1L 171cv       | P    | 61  | Roberto Massouh       |        |
| Águia Autosport                | Chevrolet  | Opala 250-S 4.1L 171cv Coupé | M    | 23  | Laércio Justino       |        |
| Giaffone Motorsport            | Chevrolet  | Opala 250-S 4.1L 171cv Coupé | M    | 31  | Zeca Giaffone         | Todas  |
| Giaffone Motorsport            | Chevrolet  | Opala 250-S 4.1L 171cv Coupé | M    | 4   | Pedro Alves           |        |
| Spinelli Racing                | Chevrolet  | Opala 250-S 4.1L 171cv Coupé | C    | 16  | Fábio Sotto Mayor     | Todas  |
| Spinelli Racing                | Chevrolet  | Opala 250-S 4.1L 171cv Coupé | C    | 73  | Roberto Amaral        |        |
| Equipe Havoline-Texaco         | Chevrolet  | Opala 250-S 4.1L 171cv Coupé | P    | 30  | Olimpio Alencar Jr    | Todas  |
| Equipe Havoline-Texaco         | Chevrolet  | Opala 250-S 4.1L 171cv Coupé | P    | 47  | Oscar Chanoski        |        |
| Team Metalpó                   | Chevrolet  | Opala 250-S 4.1L 171cv Coupé | B    | 91  | Luiz Pereira Bueno    |        |
| Team Metalpó                   | Chevrolet  | Opala 250-S 4.1L 171cv Coupé | B    | 87  | Marcos Gracia         | Todas  |
| Castrol Racing                 | Chevrolet  | Opala 250-S 4.1L 171cv Coupé | M    | 53  | Ney Faustini          |        |
| Castrol Racing                 | Chevrolet  | Opala 250-S 4.1L 171cv Coupé | M    | 25  | Leandro Almeida       |        |
| Team Valvoline                 | Chevrolet  | Opala 250-S 4.1L 171cv       | C    | 15  | Chico Serra           | Todas  |
| Team Valvoline                 | Chevrolet  | Opala 250-S 4.1L 171cv       | C    | 58  | Sidney Alves          |        |
| Bastos Racing Team             | Chevrolet  | Opala 250-S 4.1L 171cv       | C    | 83  | Camilo Christófaro Jr |        |
| Claude Bess Stock Cars         | Chevrolet  | Opala 250-S 4.1L 171cv       | P    | 7   | Wilson Fittipaldi Jr  | Todas  |
| WB Motorsports                 | Chevrolet  | Opala 250-S 4.1L 171cv       | P    | 10  | Edgard Mello Filho    |        |
| Boettger Competições           | Chevrolet  | Opala 250-S 4.1L 171cv       | C    | 50  | Aloysio Andrade Filho |        |
| Camel Grand Prix               | Chevrolet  | Opala 250-S 4.1L 171cv       | C    | 79  | Fernando Tradt        | 4      |
| Camel Grand Prix               | Chevrolet  | Opala 250-S 4.1L 171cv       | C    | 48  | Márcio Mauro          | 6 e 9  |
| Tecno Racing                   | Chevrolet  | Opala 250-S 4.1L 171cv       | P    | 94  | Áttila Sipos          |        |
| Tecno Racing                   | Chevrolet  | Opala 250-S 4.1L 171cv       | P    | 68  | Paulo de Tarso        |        |
| Benson & Hedges Team           | Chevrolet  | Opala 250-S 4.1L 171cv Coupé | C    | 60  | Walter Travaglini     | Todas  |
| Benson & Hedges Team           | Chevrolet  | Opala 250-S 4.1L 171cv Coupé | C    | 67  | Adalberto Jardim      |        |
| Chesterfield Racing            | Chevrolet  | Opala 250-S 4.1L 171cv       | B    | 52  | Guilherme Mottur      | 2 e 6  |
| Team Semprucci IDM             | Chevrolet  | Opala 250-S 4.1L 171cv Coupé | B    | 20  | Rodrigo Mello         |        |
| Metraux Team                   | Chevrolet  | Opala 250-S 4.1L 171cv       | C    | 81  | Luiz Alberto Pereira  | Todas  |
| Metraux Team                   | Chevrolet  | Opala 250-S 4.1L 171cv       | C    | 5   | Diumar Bueno          |        |
| RS Rallye Sport                | Chevrolet  | Opala 250-S 4.1L 171cv Coupé | C    | 77  | Renato Martins        | Todas  |
| RS Rallye Sport                | Chevrolet  | Opala 250-S 4.1L 171cv Coupé | C    | 24  | José Cangueiro        |        |
| Team Unemoto                   | Chevrolet  | Opala 250-S 4.1L 171cv Coupé | C    | 69  | Oswaldo Drugovich Jr  | Todas  |
| Team Unemoto                   | Chevrolet  | Opala 250-S 4.1L 171cv Coupé | C    | 37  | Sérgio Drugovich      | Todas  |
| AGV/MDS Racing Team            | Chevrolet  | Opala 250-S 4.1L 171cv Coupé | P    | 54  | Djalma Fogaça         |        |
| AGV/MDS Racing Team            | Chevrolet  | Opala 250-S 4.1L 171cv Coupé | P    | 62  | Heber Borlenghi       |        |
| Herri Racing Team              | Chevrolet  | Opala 250-S 4.1L 171cv Coupé | M    | 46  | Thiago Grison         | Todas  |
| Herri Racing Team              | Chevrolet  | Opala 250-S 4.1L 171cv Coupé | M    | 78  | Fred Marinelli        |        |
| BP Racing Team                 | Chevrolet  | Opala 250-S 4.1L 171cv Coupé | C    | 99  | Jorge Fleck           |        |
| BP Racing Team                 | Chevrolet  | Opala 250-S 4.1L 171cv Coupé | C    | 80  | Afonso Giaffone Jr.   |        |
| Team Kepla                     | Chevrolet  | Opala 250-S 4.1L 171cv Coupé | C    | 66  | Beto Napolitano       |        |
| Team Kepla                     | Chevrolet  | Opala 250-S 4.1L 171cv Coupé | C    | 86  | Savio Murillo         |        |
| Team Ducados                   | Chevrolet  | Opala 250-S 4.1L 171cv Coupé | C    | 71  | Luiz Carlos Lanzoni   | Todas  |
| Ringleberg Team                | Chevrolet  | Opala 250-S 4.1L 171cv       | P    | 57  | Vignaldo Fizio        | Todas  |
| ICM Racing Associates          | Chevrolet  | Opala 250-S 4.1L 171cv       | M    | 12  | Walter Corsi Filho    |        |
| Eugenio Lazzarini Racing       | Chevrolet  | Opala 250-S 4.1L 171cv       | P    | 6   | Lian Duarte           |        |
| Team Brägger                   | Chevrolet  | Opala 250-S 4.1L 171cv       | G    | 84  | José Carlos Dias      |        |

## Calendário e resultados

### Etapas
| # | Circuito             | Data          | Pole Position        | Volta mais rápida    | Piloto Vencedor      | Equipe Vencedora               |
| - | -------------------- | ------------- | -------------------- | -------------------- | -------------------- | ------------------------------ |
| 1 | GP de Viamão         | 27 de março   | Luiz Pereira Bueno   | Fábio Sotto Mayor    | Zeca Giaffone        | Giaffone Motorsport            |
| 2 | GP de Guaporé        | 24 de abril   | Walter Travaglini    | Paulo Gomes          | Olimpio Alencar Jr   | Equipe Havoline-Texaco         |
| 3 | GP de Brasília       | 8 de maio     | Zeca Giaffone        | Ingo Hoffmann        | Zeca Giaffone        | Giaffone Motorsport            |
| 4 | GP de Goiânia        | 22 de maio    | Roberto Massouh      | Luiz Alberto Pereira | Olimpio Alencar Jr   | Equipe Havoline-Texaco         |
| 5 | GP de Cascavel       | 26 de junho   | Affonso Giaffone Jr. | Oswaldo Drugovich Jr | Luiz Alberto Pereira | Metraux Team                   |
| 6 | GP de Curitiba       | 10 de julho   | Roberto Amaral       | Fábio Sotto Mayor    | Ingo Hoffmann        | Equipe Johnson                 |
| 7 | GP da Guanabara      | 7 de agosto   | Luiz Pereira Bueno   | Marcos Gracia        | Olimpio Alencar Jr   | Equipe Havoline-Texaco         |
| 8 | GP do Rio de Janeiro | 16 de outubro | Oswaldo Drugovich Jr | Walter Travaglini    | Paulo Gomes          | Equipe Coca-Cola Brasil/Polwax |
| 9 | GP de São Paulo      | 6 de novembro | Luiz Pereira Bueno   | Zeca Giaffone        | Ingo Hoffmann        | Equipe Johnson                 |

## Classificação

### Campeonato de pilotos
| Pos | Piloto                | VIA | GUA | BRA | GOI | CAS | CTB | GBA | RJO | SPO | Pts |
| --- | --------------------- | --- | --- | --- | --- | --- | --- | --- | --- | --- | --- |
| 1   | Paulo Gomes           | 4   | 4   | 2   | Ret | 6   | 4   | 4   | 1   | 2   | 186 |
| 2   | Luiz Alberto Pereira  | 8   | 8   | 4   | 2   | 1   | 3   | 2   | 2   | 5   | 170 |
| 3   | Olimpio Alencar Jr    | 6   | 1   | 11  | 1   | Ret | 2   | 1   | 3   | DSQ | 169 |
| 4   | Wilson Fittipaldi Jr  | 3   | 3   | 3   | 6   | 2   | 5   | Ret | 4   | 3   | 163 |
| 5   | Ingo Hoffmann         | 2   | 2   | 12  | 4   | Ret | 1   | Ret | Ret | 1   | 159 |
| 6   | Luiz Pereira Bueno    |     | 5   | 8   |     | 3   | 17  | 3   |     | 4   | 158 |
| 7   | Fábio Sotto Mayor     | 7   | 7   | 5   | 5   | 5   | 6   | 5   | 7   | Ret | 151 |
| 8   | Chico Serra           | 5   | 14  | 9   | 9   | 4   | 8   | 7   | 11  | Ret | 139 |
| 9   | Marcos Gracia         | 10  | 6   | 6   | 3   | Ret | Ret | Ret | 9   | DNS | 135 |
| 10  | Walter Travaglini     | Ret | Ret | 13  | Ret | 13  | 14  | Ret | 5   | 12  | 134 |
| 11  | Zeca Giaffone         | 1   | 15  | 1   | Ret | 7   | 16  | 8   | 10  | 10  | 119 |
| 12  | Renato Martins        | 9   | Ret | 10  | 12  | Ret | 7   | 10  | 6   | 6   | 114 |
| 13  | Oswaldo Drugovich Jr  | 11  | 16  | 7   | 13  | 9   | 11  | 9   | 8   | Ret | 107 |
| 14  | Thiago Grison         | 19  | 10  | 17  | 8   | Ret | 9   | 6   | 14  | 9   | 84  |
| 15  | Vignaldo Fizio        | 14  | Ret | Ret | Ret | 8   | 13  | 11  | Ret | 7   | 82  |
| 16  | Fred Marinelli        | Ret | Ret | Ret | 7   | 10  | 18  | Ret |     |     | 76  |
| 17  | Sérgio Drugovich      | Ret | 12  | 14  | 11  | Ret | 12  | Ret | Ret | Ret | 76  |
| 18  | Jorge Fleck           | 13  | 11  | 15  | 10  | 14  | 15  | Ret | Ret |     | 73  |
| 19  | José Carlos Dias      | 12  | 9   | Ret |     |     |     |     | 16  |     | 69  |
| 20  | Walter Corsi Filho    | 15  | Ret | Ret | Ret | 11  | 10  | Ret | 15  |     | 63  |
| 21  | Lian Duarte           |     |     |     |     |     |     |     |     | 8   | 62  |
| 22  | Beto Napolitano       |     |     |     |     |     |     |     |     | 11  | 59  |
| 23  | Luiz Carlos Lanzoni   | 16  | 13  | 16  | Ret | 12  | Ret | DNS | 13  | Ret | 55  |
| 24  | Djalma Fogaça         | 17  |     |     | Ret |     |     |     | 12  |     | 37  |
| 25  | Diumar Bueno          |     |     |     |     |     |     |     | Ret |     | 0   |
| 26  | Adalberto Jardim      | 18  |     |     |     |     |     |     |     |     | 0   |
| 27  | Sidney Alves          |     |     | Ret |     |     |     |     |     |     | 0   |
| 28  | Roberto Amaral        | Ret |     |     |     |     |     |     |     | Ret | 0   |
| 29  | Fabiano Brito         |     | Ret |     |     |     |     |     | Ret |     | 0   |
| 30  | Pedro Alves           |     |     |     |     | Ret | Wth |     |     |     | 0   |
| 31  | José Cangueiro        |     |     |     |     |     |     |     | Wth |     | 0   |
| 32  | Heber Borlenghi       |     | Ret |     |     | Ret |     |     |     |     | 0   |
| 33  | Afonso Giaffone Jr.   | Ret |     |     |     |     | Wth |     |     |     | 0   |
| 34  | Savio Murillo         |     |     |     |     |     |     | Ret |     |     | 0   |
| 35  | Oscar Chanoski        |     |     |     | Ret |     | X   |     |     |     | 0   |
| 36  | Roberto Massouh       |     | NQ  |     |     |     | Ret |     |     |     | 0   |
| 37  | Áttila Sipos          |     |     |     |     |     | Ret | X   |     |     | 0   |
| 38  | Paulo de Tarso        |     |     | Wth | NQ  |     |     |     |     |     | 0   |
| 39  | Adalberto Jardim      |     |     |     |     |     |     |     | Ret |     | 0   |
| 40  | Ney Faustini          |     | Ret |     |     |     | AT  |     |     |     | 0   |
| 41  | Leandro Almeida       |     |     |     |     |     | Ret |     |     |     | 0   |
| 42  | Laércio Justino       |     |     |     | NQ  |     |     |     |     | DNQ | 0   |
| 43  | Camilo Christófaro Jr | DNQ |     |     |     |     |     |     |     |     | 0   |
| 44  | Aloysio Andrade Filho |     | NQ  |     |     | DSQ |     |     |     |     | 0   |
| 45  | Rodrigo Mello         |     |     |     | NQ  |     |     |     |     |     | 0   |
| 46  | Guilherme Mottur      |     | DNQ |     |     |     | DSQ |     |     |     | 0   |
| 47  | Fernando Tradt        |     |     |     | DNQ |     |     |     |     |     | 0   |
| 48  | Márcio Mauro          |     |     |     |     |     | NQ  |     |     | DSQ | 0   |
| Pos | Piloto                | VIA | GUA | BRA | GOI | CAS | CTB | GBA | RJO | SPO | Pts |

| Cor      | Resultado            |
| -------- | -------------------- |
| Ouro     | Vencedor             |
| Prata    | 2º lugar             |
| Bronze   | 3º lugar             |
| Verde    | Terminou, nos pontos |
| Azul     | Terminou, sem pontos |
| Púrpura  | Retirou-se (Ret)     |
| Vermelho | Não qualificado (NQ) |
| Preto    | Desqualificado (DSQ) |
| Branco   | Não largou (NL)      |
| Sem cor  | Não participou (NP)  |
| Sem cor  | Lesionado (Les)      |
| Sem cor  | Excluído (EX)        |